# سالم باشا سالم
الدكتور سالم باشا سالم الحكيم (1832 ـ 29 ديسمبر 1893) هو طبيب مصري من أساتذة مدرسة طب قصر العيني. عمل أيضًا طبيبًا خاصًا للخديو توفيق.

## مولده ونشأته
ولد سالم سالم في مدينة القاهرة، وكان والده الشيخ سالم الشرقاوي ـ الذي ترجع أصوله إلى القنايات غربي مدينة الزقازيق بمحافظة الشرقية ـ من علماء الأزهر. سافر الشيخ سالم إلى الشام واعظًا عام 1248 هـ (1832 م)، أي في السنة التي ولد فيها ابنه سالم.

## دراسته الطبية
تعلم سالم القرآن وجوّده في الأزهر الشريف، ثم التحق بمدرسة الألسن بالأزبكية حتى عام 1260 هـ (1844 م)، وهو العام الذي التحق فيه بمدرسة قصر العيني الطبية، وكان إلى جانب دراسته للطب يدرس الفقه الشافعي بالأزهر.
كان سبب عدوله عن الاستمرار في الدراسة بالأزهر وميله إلى دراسة الطب هو إعجابه بالدكتور إبراهيم النبراوي. يقول سالم سالم في سيرته الذاتية:
| سالم باشا سالم | .. كان عندنا ضيف مريض، فأحضر له والدي المرحوم الدكتور إبراهيم بك النبراوي الشهير، فأجرى له عملية الحصوة، فبرئ منها، فرغبت من ذلك الوقت في تعلم تلك الصناعة | سالم باشا سالم |

قضى سالم بمدرسة الطب أربع سنوات، ثم ابتُعث إلى ميونيخ ـ عاصمة بافاريا ـ فدرس بها أربع سنوات أخرى، كان من أساتذته أثناءها كليبغ وبتنكفر ورثمند وجيتل وفيفر وسيبلد، ونال في نهايتها شهادة الدكتورية في الطب والجراحة والولادة وشهادة الامتياز، ثم انتقل إلى العاصمة النمساوية فيينا فأقام بها فترة وجيزة، عاد بعدها إلى مصر.

## تدرجه الوظيفي والأكاديمي
لدى عودة سالم سالم إلى مصر، عُين جراحًا في إحدى فرق المدفعية بالجيش المصري براتب خمسة جنيهات في الشهر، ومُنح رتبة يوزباشي (نقيب).
في سنة 1856 عين سالم سالم مساعدًا لأستاذ الفسيولوجيا (علم وظائف الأعضاء) بمدرسة قصر العيني الطبية، ثم مساعدًا لأستاذ علم الرمد، ثم مساعدًا لأستاذ علم الباثولوجيا (علم الأمراض)، ورقي حينذاك إلى رتبة صاغ قولغاسي (رائد).
نقل سالم سالم بعد ذلك إلى دائرة والي مصر سعيد باشا، وذهب معه إلى الحجاز سنة 1277 هـ (1860 م)، ثم عُين أستاذًا لعلم الباثولوجيا في المدرسة الطبية، ومُنح الرتبة الثانية. وحدث أثناء ذلك أن عالج سعيد باشا من نزف دموي خطير، غير أنه قرر أن الخطر لم يزُل تمامًا، فأُبعد عن خدمته، وحدث فيما بعد ما كان قد أنذر به.
في عام 1880 رأس سالم سالم رئيسًا للجنة المكلفة بإعادة تنظيم المصلحة الصحية، ثم رئيسًا لمجلس الصحة العمومية وعضوًا في مجلس المعارف العمومية، وفي 5 يوليو 1882 كان يرأس لجنة الامتحان العام في مدرسة قصر العيني، ولكنه اضطر إلى الهروب إلى الإسكندرية من وجه رجال الثورة العرابية وظل مع الخديو توفيق حتى خمدت الثورة.
ظل سالم سالم يرتقي حتى مُنح رتبة ميرميران الرفيعة، وصار رئيسًا للمدرسة الطبية، كما منحه الخديو توفيق رتبة رومللي بكلربك، واتخذه طبيبًا خاصًا له، فظل في هذه الوظيفة حتى توفي توفيق باشا في يناير 1892، فاختار خليفته عباس حلمي الثاني الدكتور كومانوس طبيبًا خاصًا له، فاقتصر سالم باشا على ممارسة الطب بمنزله وفي منازل مرضاه.

## مؤتمر الكوليرا بالآستانة
في عام 1866 مثّل سالم بك سالم الحكومة المصرية في مؤتمر عقد بالآستانة لبحث أصل الكوليرا، وكان رأيه أنها مرض معدٍ لا بد من إقامة المحجر الصحي (الكورنتينا) لمنعها.

## وباء الكوليرا عام 1883
في عام 1883 انتشر وباء الكوليرا (الهيضة الوبائية) في مصر، واختلف أعضاء المجلس الصحي في سببها، فذهب هو وبعض أعضاء المجلس إلى أنها وافدة من الهند، وذهب آخرون إلى أنها محلية نشأت داخل القطر المصري، وقد حاول الإنجليز أن يثبتوا أن الحجاز هو مهد الكوليرا، وضغطوا على الخديو توفيق باشا ليُكره طبيبه سالم باشا سالم بإقرار ذلك، غير أن سالم باشا لم يفعل، وأظهر توفيق باشا مغاضبته إرضاء لهم، وانتهى الأمر بأن ألغي المجلس في فبراير 1884.

## من مؤلفاته
- وسائل الابتهاج في الطب الباطني والعلاج[6] (طبع الجزء الأول والثاني بمطبعة بولاق، والثالث والرابع بمطبعة وادي النيل المصرية،[7] 1880)
- الينابيع الشفائية والمياه المعدنية (1882)[8]